# Alfred Bickel
Alfred Bickel (12. května 1918 – 18. srpna 1999) byl švýcarský fotbalista a trenér narozený v Německu. Hrál na pozici útočníka. Všech 21 let své kariéry (v letech 1935–1956) odehrál v Grasshoper Club Zürich. Za Grasshoper odehrál 405 zápasů a vstřelil 202 gólů. S Grasshoper získal 7 švýcarských titulů a 8 švýcarských pohárů. V letech 1958–1960 a 1963–1964 Grasshoper trénoval. Za švýcarskou fotbalovou reprezentaci odehrál 71 zápasů a vstřelil 15 gólů. Je jedním ze dvou fotbalistů, který si zahrál na posledním MS v roce 1938 před 2. světovou válkou a na prvním mistrovství světa v roce 1950 po 2. světové válce. Celkově odehrál na MS 5 zápasů a vstřelil 1 gól.